# Tritonia crocata
Tritonia crocata es una especie de planta herbácea, perenne y bulbosa nativa de África y perteneciente a la familia de las iridáceas. 

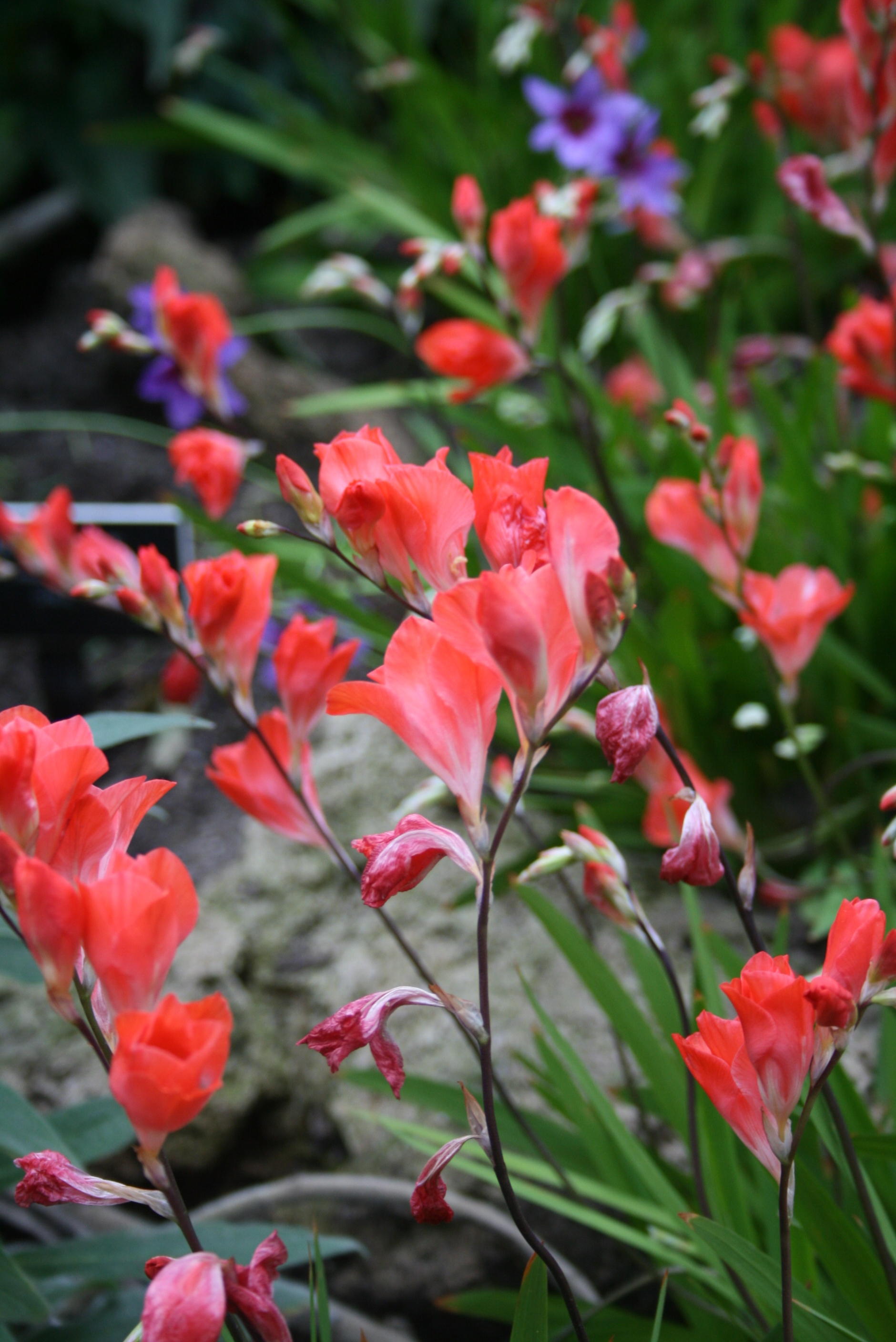
Vista de la planta

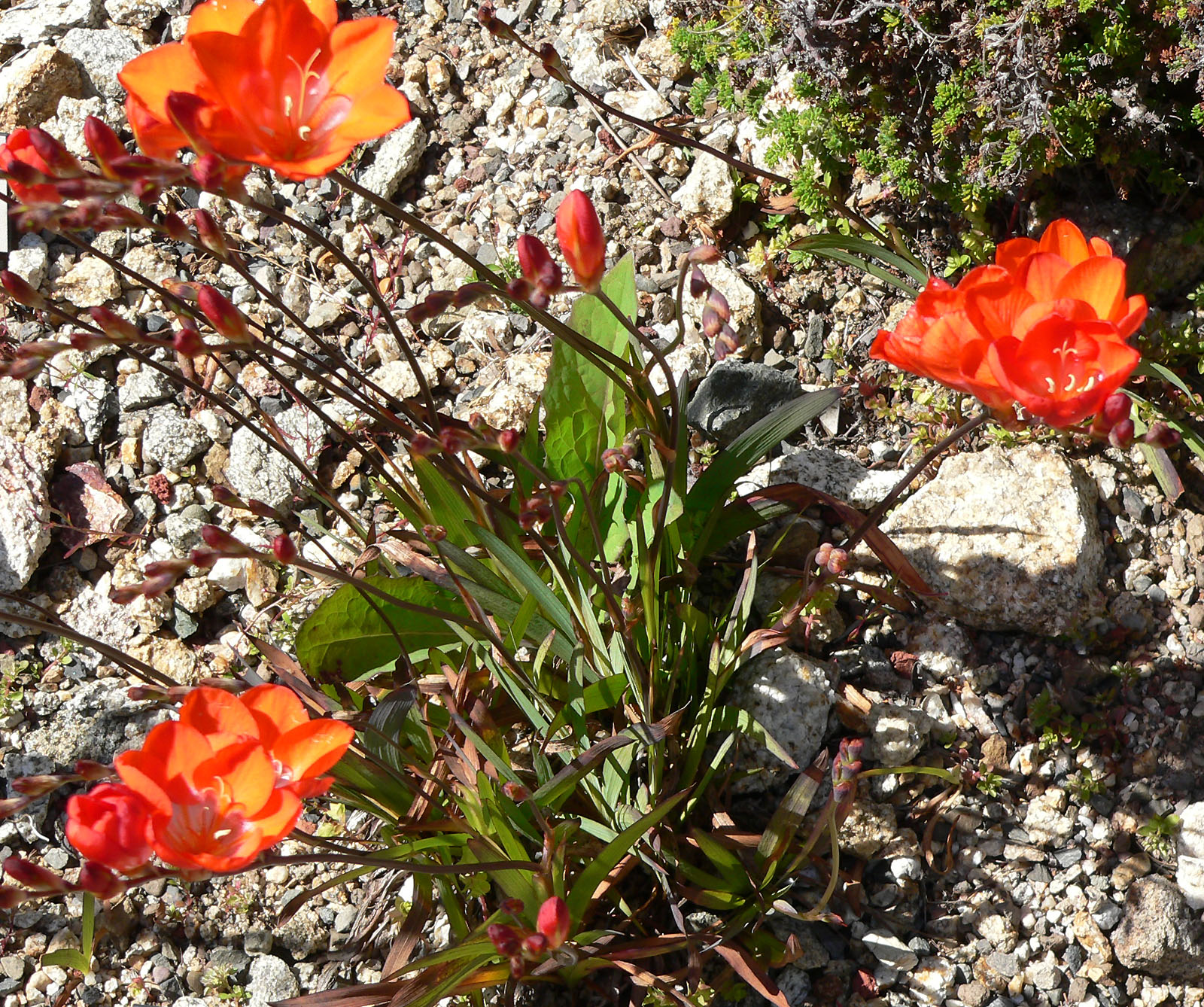
En su hábitat

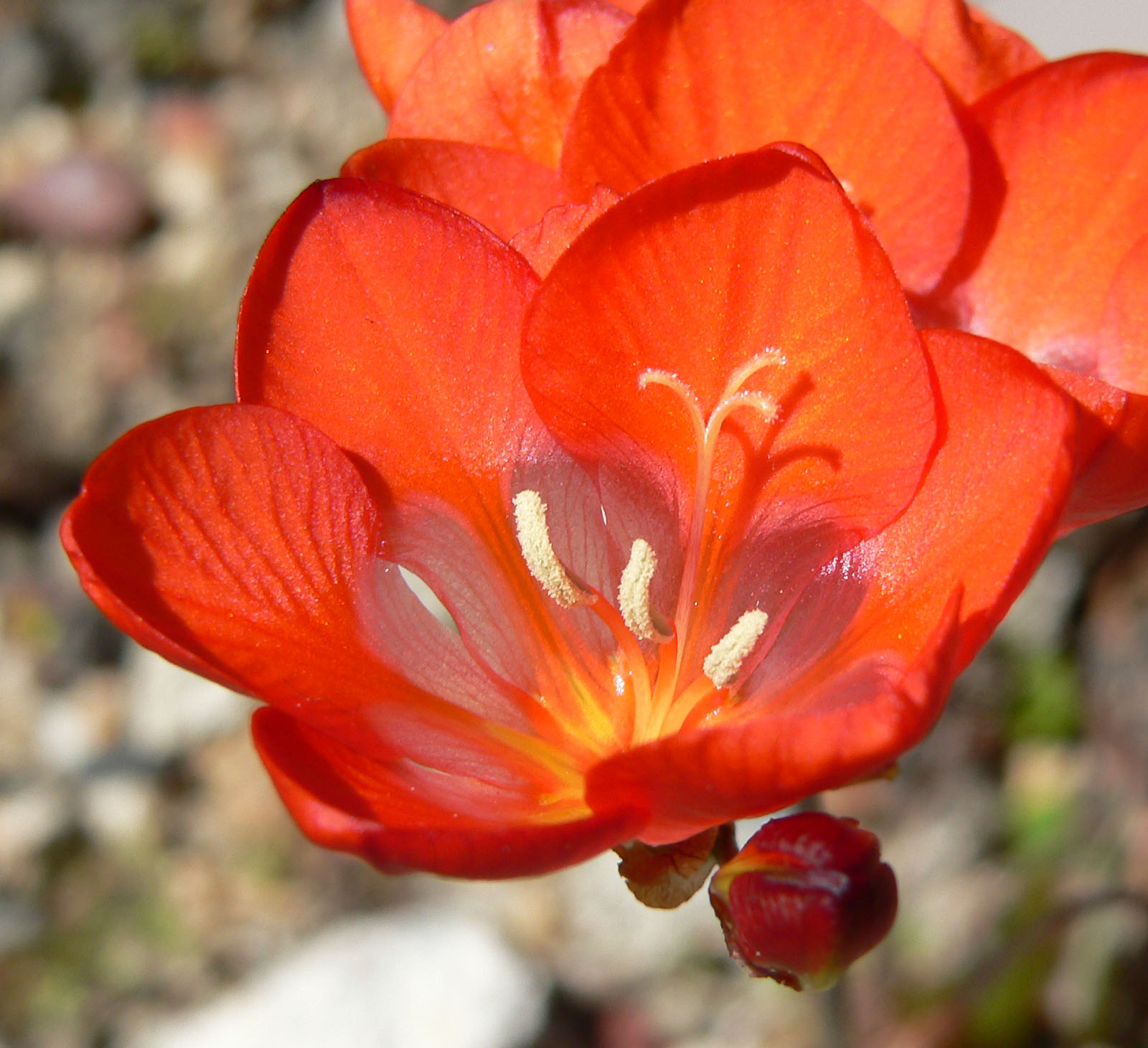
Detalle de la flor

## Descripción
Tritonia crocata es una planta herbácea perennifolia, geófita que alcanza un tamaño de 0.25 - 0.4 m de altura. Se encuentra a una altitud de 90 - 610 metros en Sudáfrica.

## Distribución
Tritonia crocata, es una de las especies más comúnmente cultivadas y una que se ha hibridado también. Tiene flores de color naranja a rojizo, pero sin venas prominentes. Florece a finales de primavera. Crece en las laderas de arcilla pedregosa en el sur de la Provincia del Cabo.

## Taxonomía
Tritonia crocata fue descrita por (Thunb.) Ker Gawl. y publicado en Botanical Magazine 16: t. 581. 1802.
Etimología
Tritonia: nombre genérico que deriva del latín de la palabra tritón, que significa "veleta", y alude a la disposición aparentemente aleatoria de los estambres en algunas especies.
crocata: epíteto latíno que significa "de color amarillo azafrán"
Sinonimia
- Belamcanda fenestrata (Jacq.) Moench
- Crocosmia crocata (L.) Planch.
- Crocosmia fenestrata (Jacq.) Planch.
- Freesea mineatolateritia Eckl.
- Gladiolus crocatus (L.) Pers.
- Ixia crocata L.
- Ixia crocata Thunb. basónimo
- Ixia fenestrata Jacq.
- Ixia hyalina Salisb.
- Ixia hyalina L.f.
- Ixia iridifolia D.Delaroche
- Ixia planifolia Mill.
- Ixia purpurea Lam.
- Montbretia crocata (L.) Endl.
- Montbretia fenestrata (Jacq.) Endl.
- Montbretia purpurea (Ker Gawl.) Heynh.
- Montbretia sanguinea Heynh.
- Tritonia crocata var. purpurea (Ker Gawl.) Baker
- Tritonia crocata var. sanguinea (Eckl.) Baker
- Tritonia fenestrata (Jacq.) Ker Gawl.
- Tritonia hyalina (L.f.) Baker
- Tritonia purpurea Ker Gawl.
- Tritonia sanguinea Eckl.
- Tritonixia crocata (L.) Klatt
- Tritonixia hyalina (L.f.) Klatt
- Tritonixia purpurea (Ker Gawl.) Klatt
- Waitzia crocata (L.) Hoffm.
- Waitzia fenestrata (Jacq.) Kreysig[6][7]